# JR貨物クキ1000形貨車
JR貨物クキ1000形貨車（JRかもつクキ1000がたかしゃ）は、1991年（平成3年）から1992年（平成4年）にかけて、日本車輌製造で合計20両が製作された、日本貨物鉄道（JR貨物）のタンクローリーピギーバック輸送用車運車である。

## 背景
バブル景気の影響を受けてトラックの運転手が慢性的に不足するようになり、また首都圏では道路渋滞の深刻化でタンクローリーによるジャストインタイム配送が困難な状況になった。日本石油は首都圏都心部を迂回してタンクローリーピギーバック輸送によるバイパス輸送を行うことを計画し、JR貨物と日本石油輸送で実用化に向けて開発が進められた。
クキ900形の試験の成果を受け、クキ1000形が製造された。日本石油輸送の所有でクキ1000-1 - 1000-20の20両が製作された。

## 構造
クキ1000形は、全長20,400mm、全幅2,600mm、全高1,856mm、自重20.4t、荷重44.4tである。塗装は車体が日本石油のタンクローリーに合わせた青紫、台車と床下機器が灰色1号である。最高速度は110 km/hで設計されているが、実際にはタキ1000形と同じ95 km/hで運行された。
通常の平台枠の貨車にタンクローリーを積載しても車両限界を支障することはないが、カーブ走行時の安定性の問題から、石油を搭載した状態の重量の大きなタンクローリーをできるだけ低い位置に搭載して、重心を低くすることが重要であったため、台車間ではトレーラーのタイヤが来る側梁部分を高さ540mmの位置まで下げている。これに対して中梁は高さ870mmの位置にあり、この中梁をまたぐ形でタンクローリーが搭載される。
台車はFT1形の枕バネを改良したFT1-1形を装備する。ブレーキはCL方式応荷重装置付き空気ブレーキ装置と留置ブレーキとして特殊なラチェット方式のものを備えている。
タンクローリーの荷役のため、専用のリーチスタッカーが新たに導入された。これはトレーラーを丸ごと持ち上げて積み込み・積み降ろす方式で、キングピンを中梁に設けた固定具に緊締する構造である。20 キロリットルタンクローリーの場合は背中合わせに2台を搭載できる。14 キロリットルタンクローリーの場合は3台を積載できる。
クキ900形の時は消防法の規制からトラクターごと貨車に搭載していたが、クキ1000形に際しては1991年（平成3年）に法改正されて鉄道輸送時は規制が除外されることになった。

## 運用
クキ1000形は浮島町駅常備とされ、1992年（平成4年）3月に横浜本牧 - 新座貨物ターミナル間で運行を開始した。6月からは越谷貨物ターミナルも着地となった。9月からは18両編成で運転されるようになった。
しかし、バブル崩壊と首都高速湾岸線の開業による渋滞緩和により、相対的に鉄道輸送のコストメリットが失われてしまい、1996年（平成8年）3月に輸送は打ち切られた。

## 廃車
輸送終了後も転用されることはなく、1996年（平成8年）10月に全車廃車・解体された。製造されてから長いものでも5年であった。リーチスタッカーは40ftコンテナ用のトップリフターに改造されている。